# Bartomeu Pou i Puigserver
Bartomeu Pou i Puigserver (Algaida, 21 de juny de 1727-1802) fou un filòsof i neohumanista.
La seva visió de la història de la filosofia estava inspirada en Jakob Brucker i fou el primer a l'estat a redactar una història de la filosofia. Estudià gramàtica, retòrica i filosofia al col·legi de Montision. El 1746 ingressà a la Companyia de Jesús, en el noviciat de Tarragona. Acabats els estudis s'instal·là a Cervera, on regentà (1758-59) la càtedra d'humanitats clàssiques de la universitat. Hi impulsà la renovació humanística i fou amic de Josep Finestres. Publicà l'obra de caràcter docent Ludi rhetorici et poetici... (1756). Instal·lat a Tarragona es dedicà a l'epigrafia i a tasques arqueològiques (1759-1760). Es relacionà amb el canonge Ramon Foguet. Tengué alguns conflictes amb els jesuïtes, per la qual cosa fou traslladat a Calataiud, on ensenyà filosofia (1760-1762). Escrigué algunes obres que suposaren una revaloració de la física i la psicologia. El 1763 tornà a Tarragona. Amb l'expulsió dels jesuïtes (1767) s'exilià a Còrsega i després a Ferrara. Finalment s'instal·là a Bolonya fins a 1785. Passà a Roma (1785-1798) on establí amistat amb el cardenal Antoni Despuig i esdevengué teòleg assessor del papa Pius VI. El 1798 tornà a Mallorca i es retirà al Puig de Randa.

## Obres
- Dialecticorum libri octo.
- Physica.
- Psychologia sive dissertatio de corpore.
- Instititiones historiae philosophicae libri XII (1763).
- De vita et moribus Joannis Berchmansii... (1788).
- De vita augustinae virgines Beatae Catharinae Thomasiae (1797).
- Els Entreteniments retòrics i poètics a l'Acadèmia de Cervera, tres discursos i una tragèdia titulada Hispania capta
- Les Theses Bilbilitanae, impreses el 1763 a Calatayud amb el títol Institutionum historiae philosophiae libri duodecim
- Quatre llibres apologètics de la Companyia de Jesús, que escrigué en llatí, amb el nom d'Ignacio Filareto
- Dos llibres a la memòria de Laura Bassi, en llatí i grec, de l'Acadèmia de filosofia de Bolonya
- La traducció de Els Nou Llibres de la Història d'Heròdot
- Alivio de Párrocos, en castellà i un Compendi de Lògica, dos opuscles, que si no són del tot seus, almenys foren corregits per ell
- Un Specimen interpretationum hispanorum auctorum classicorum tam ex graecis, quam latinis, tum sacris, tum prophanis... (1789) manuscrit, en quinze llibres, monument bibliogràfic desgraciadament perdut, però que va extraure en part Joaquim Maria Bover de Rosselló a la seva Biblioteca d'Escriptors Balears.

El seu epistolari fou publicat el 1946 per Miquel Batllori.